# Appointment with Death
Appointment with Death is een Amerikaanse film van Michael Winner die werd uitgebracht in 1988.
Het scenario is gebaseerd op het detective- en misdaadverhaal Dood van een huistiran (1938) van Agatha Christie.
Na onder meer Death on the Nile (1978) en Evil Under the Sun (1982) was deze film de zesde en laatste waarin Peter Ustinov Hercule Poirot portretteerde.

## Verhaal
Lennox, Raymond, Carol Boynton, en hun stiefzus Ginevra Boynton zijn verbijsterd wanneer ze vernemen dat hun overleden vader testamentair heeft bepaald dat zijn tweede vrouw Emily zijn hele fortuin heeft geërfd. Daartoe heeft Eùily Jefferson Cope, de advocaat van de familie, onder zware druk gezet om een tweede testament te vernietigen. Emily blijkt een erg autoritaire vrouw vol leedvermaak te zijn die heel haar omgeving tiranniseert.
Om hun ongenoegen en wantrouwen te sussen maakt Emily met de vier kinderen een cruise in Europa. Aan boord van het luxe schip bevinden zich ook Lady Westholme, een Brits parlementslid, Miss Quinton, een archeologe, en Jefferson Cope. In Triëst stappen Hercule Poirot en Sarah King, een jonge dokter, eveneens aan boord. De tocht gaat naar het Heilige Land, in die tijd een Brits mandaatgebied.
Poirot, die Sarah en lady Westholme kent van vroeger, maakt kennis met de familie Boynton en merkt al gauw op dat de relatie tussen (stief)moeder en kinderen helemaal niet goed zit. Het hele gezelschap trekt naar Jeruzalem. 
Wanneer wat later Emily vermoord wordt aangetroffen, heeft Poirot al ontdekt dat zowat iedereen reden had om haar te doden. Hij zal uitzoeken wie de moordenaar is. 

## Rolverdeling
| Acteur           | Personage                                      |
| ---------------- | ---------------------------------------------- |
| Peter Ustinov    | Hercule Poirot                                 |
| Lauren Bacall    | Lady Westholme                                 |
| Piper Laurie     | Emily Boynton                                  |
| David Soul       | Jefferson Cope, advocaat en minnaar van Nadine |
| Carrie Fisher    | Nadine Boynton, vrouw van Lennox               |
| Jenny Seagrove   | dokter Sarah King                              |
| John Gielgud     | kolonel Carbury                                |
| Nicholas Guest   | Lennox Boynton                                 |
| John Terlesky    | Raymond Boynton                                |
| Valerie Richards | Carol Boynton                                  |
| Amber Bezer      | Ginevra Boynton                                |
| Hayley Mills     | Miss Quinton                                   |
| Michael Craig    | Lord Peel                                      |